# Felix Fichtner

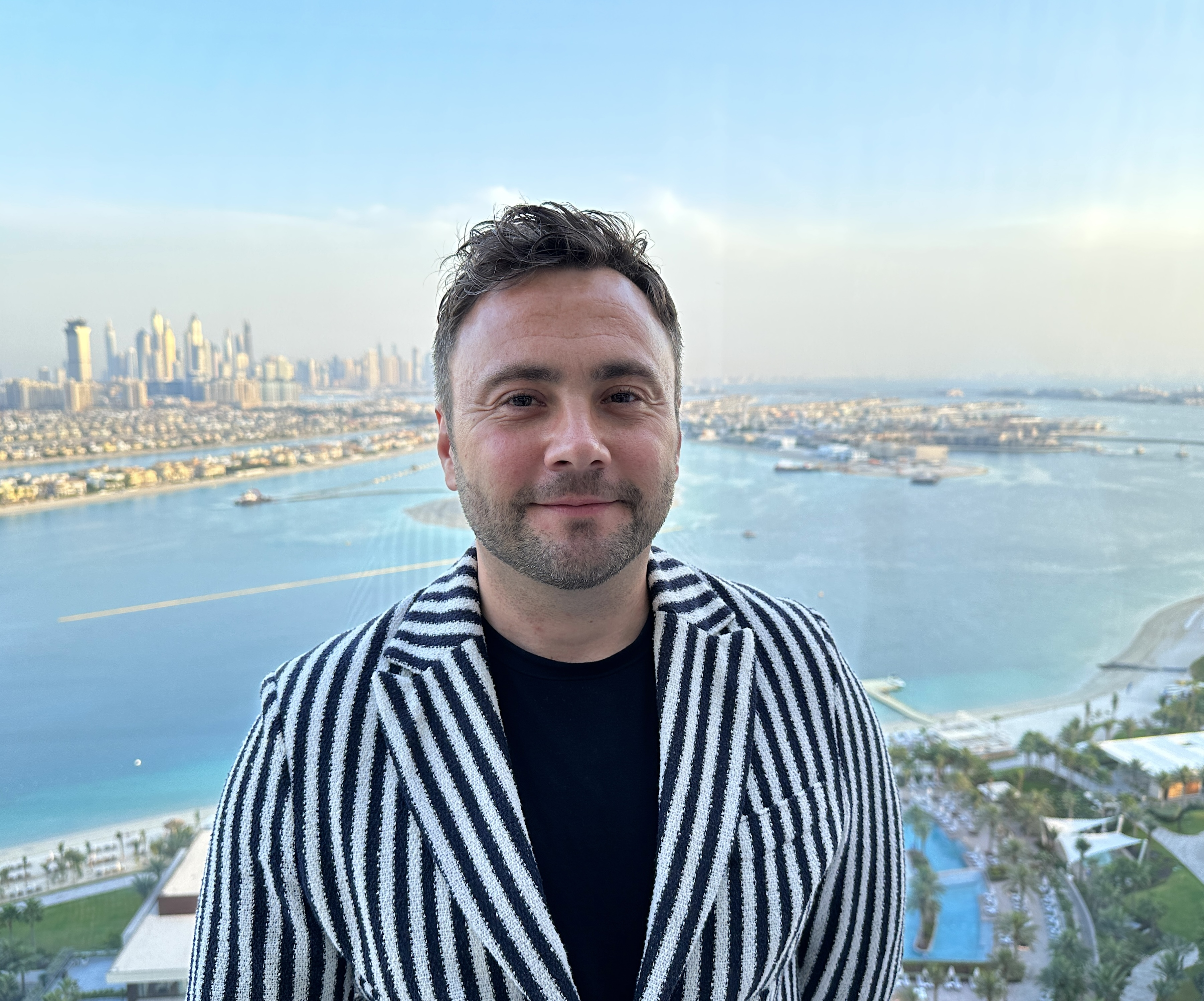
Felix Fichtner

Felix Fichtner (* 7. März 1980 in Trostberg, Bayern) ist ein deutscher Medienunternehmer, Fernsehproduzent, Marketingfachmann und Journalist.

## Leben
Felix Fichtner wuchs als ältestes Kind einer Unternehmerfamilie im oberbayerischen Burghausen/Salzach auf. Nach diversen Auslandsaufenthalten in Frankreich und den USA studierte er nach dem Abitur Theaterwissenschaft, Medienrecht und Kommunikationswissenschaft an der Ludwig-Maximilians-Universität in München. Er ist verheiratet und lebt in München. 

## Beruf
Während seines Studiums arbeitete Felix Fichtner als freier Filmautor beim Bayerischen Rundfunk, als Chef vom Dienst für Winfried Noé und als Trainee in der Monaco Film GmbH bei Georg Althammer. Nach dem Studium ging er für die Monaco Film erst nach Berlin, später zur Tochterfirma Odeon TV nach Wiesbaden. Von 2007 bis 2009 zeichnete er als Producer für die ZDF-Krimiserie „Ein Fall für zwei“ verantwortlich. Von 2010 bis 2012 arbeitete Felix Fichtner als Redakteur für das ZDF und verantwortete verschiedene Serien, bevor er 2013 zunächst als Producer, später als Geschäftsführer in die Neue Münchner Fernsehproduktion wechselte und unter anderem den Relaunch der ZDF-Serie „Der Alte“ umsetzte.
2016 machte sich Felix Fichtner als Medienunternehmer selbständig. Er gründete die MarCom-Agentur Murmelz Communications.
2018 gründete er zusammen mit der Filmproduzentin Susanne Porsche die Produktionsfirma Isarstraßen Film GmbH & Co. KG, die 2024 die Serie „Wo wir sind ist oben“ mit Helgi Schmid und Nilam Farooq in der ARD-Mediathek veröffentlichte.

## Medienunternehmer
2016 gründete Felix Fichtner das unabhängige Magazin Mr. Food & Travel, 2018 zusammen mit Susanne Porsche die deutsche Produktionsfirma Isarstraßen Film GmbH & Co. KG.

## Filmografie
| Jahr      | Titel                                                      | Sender     | Produktion                      |
| --------- | ---------------------------------------------------------- | ---------- | ------------------------------- |
| 2023/2024 | Wo wir sind ist oben (Das Chamäloen AT, Public Affairs AT) | ARD        | Isarstraßen Film GmbH & Co. KG  |
| 2018/2019 | Profesor T - Czech                                         | TV Nova    | TV Nova Czechia                 |
| 2018      | Nurses - SK                                                | Markiza TV | Markiza TV                      |
| 2017      | Dear Heirs / Bulgaria                                      | bTV        | bTV                             |
| 2013–2017 | Der Alte                                                   | ZDF        | Neue Münchner Fernsehproduktion |
| 2014      | Zwei Esel auf Sardinien                                    | ZDF        | Summerset GmbH                  |
| 2012      | Wege zum Glück                                             | ZDF        | UFA Fiction                     |
| 2012      | Soko 5113                                                  | ZDF        | UFA München                     |
| 2010–2012 | Herzflimmern                                               | ZDF        | Bavaria Fernsehproduktion       |
| 2007–2009 | Ein Fall für zwei                                          | ZDF        | Odeon TV                        |
| 2008      | Richterin ohne Robe                                        | ZDF        | Odeon TV                        |
| 2006      | Prost, Dalian!                                             | BR         | Murmelz Pictures                |